# Pływanie na Mistrzostwach Świata w Pływaniu 2013 – 200 m stylem motylkowym mężczyzn
200 m stylem motylkowym mężczyzn – jedna z konkurencji rozgrywanych podczas Mistrzostw Świata w Pływaniu 2013. Eliminacje i półfinały odbyły się 30 lipca, a finał 31 lipca.
W tej konkurencji wzięło udział 34 (35 zgłoszonych) zawodników z 30 państw.
Złoty medal zdobył Chad le Clos reprezentujący RPA. Drugie miejsce zajął Polak Paweł Korzeniowski, a brązowy medal zdobył Wu Peng z Chin.

## Rekordy
| Rekord                   | Zawodnik       | Czas    | Miejsce | Data          |
| ------------------------ | -------------- | ------- | ------- | ------------- |
| Rekord świata            | Michael Phelps | 1:51.51 | Rzym    | 29 lipca 2009 |
| Rekord mistrzostw świata | Michael Phelps | 1:51.51 | Rzym    | 29 lipca 2009 |

## Wyniki

### Eliminacje
| Miejsce | Bieg | Tor | Zawodnik                | Państwo           | Czas    | Uwagi |
| ------- | ---- | --- | ----------------------- | ----------------- | ------- | ----- |
| 1.      | 3    | 5   | Tyler Clary             | Stany Zjednoczone | 1:56.03 | Q     |
| 2.      | 4    | 4   | Chad le Clos            | Południowa Afryka | 1:56.21 | Q     |
| 3.      | 3    | 6   | Tom Luchsinger          | Stany Zjednoczone | 1:56.32 | Q     |
| 4.      | 2    | 6   | Nikołaj Skworcow        | Rosja             | 1:56.47 | Q     |
| 5.      | 4    | 5   | Chen Yin                | Chiny             | 1:56.48 | Q     |
| 6.      | 4    | 7   | Leonardo de Deus        | Brazylia          | 1:56.52 | Q     |
| 7.      | 4    | 3   | Paweł Korzeniowski      | Polska            | 1:56.61 | Q     |
| 8.      | 4    | 6   | Yuki Kobori             | Japonia           | 1:56.64 | Q     |
| 9.      | 2    | 3   | Bence Biczó             | Węgry             | 1:56.70 | Q     |
| 10.     | 2    | 4   | Wu Peng                 | Chiny             | 1:56.96 | Q     |
| 11.     | 3    | 4   | Takeshi Matsuda         | Japonia           | 1:57.14 | Q     |
| 12.     | 3    | 3   | Grant Irvine            | Australia         | 1:57.18 | Q     |
| 13.     | 2    | 2   | Jordan Coelho           | Francja           | 1:57.19 | Q     |
| 14.     | 2    | 7   | Joseph Schooling        | Singapur          | 1:57.23 | Q     |
| 15.     | 2    | 5   | Velimir Stjepanović     | Serbia            | 1:57.34 | Q     |
| 16.     | 3    | 7   | Roberto Pavoni          | Wielka Brytania   | 1:57.37 | Q     |
| 17.     | 4    | 0   | Alexandru Coci          | Rumunia           | 1:57.86 |       |
| 18.     | 4    | 1   | Zackariah Chetrat       | Kanada            | 1:57.92 |       |
| 19.     | 3    | 8   | Mauricio Fiol           | Peru              | 1:58.29 | NR    |
| 20.     | 3    | 2   | Michał Poprawa          | Polska            | 1:58.34 |       |
| 21.     | 4    | 2   | Francesco Pavone        | Włochy            | 1:58.68 |       |
| 22.     | 2    | 8   | Marcos Lavado           | Wenezuela         | 1:58.69 |       |
| 23.     | 3    | 1   | Pedro Oliveira          | Portugalia        | 1:58.78 |       |
| 24.     | 2    | 1   | Shaun Burnett           | Nowa Zelandia     | 1:59.35 |       |
| 25.     | 2    | 0   | Gal Nevo                | Izrael            | 1:59.37 |       |
| 26.     | 2    | 9   | Jurij Suworow           | Białoruś          | 2:01.28 |       |
| 27.     | 1    | 5   | Esteban Enderica        | Ekwador           | 2:01.46 | NR    |
| 28.     | 3    | 0   | Hsu Chi-chieh           | Chińskie Tajpej   | 2:01.49 |       |
| 29.     | 1    | 4   | Ramiro Ramírez          | Meksyk            | 2:02.37 |       |
| 30.     | 4    | 9   | Jan Šefl                | Czechy            | 2:02.43 |       |
| 31.     | 4    | 8   | Chang Gyu-cheol         | Korea Południowa  | 2:03.32 |       |
| 32.     | 3    | 9   | Yousef Al-Askari        | Kuwejt            | 2:07.03 |       |
| 33.     | 1    | 6   | Khalid Baba             | Bahrajn           | 2:20.23 |       |
| 34.     | 1    | 2   | Andrianirina Lalanomena | Madagaskar        | 2:33.87 |       |
| -       | 1    | 3   | Nuno Miguel Rola        | Angola            |         | DNS   |

### Półfinały

#### Półfinał 1
| Miejsce | Tor | Zawodnik         | Państwo           | Czas    | Uwagi |
| ------- | --- | ---------------- | ----------------- | ------- | ----- |
| 1       | 4   | Chad le Clos     | Południowa Afryka | 1:55.33 | Q     |
| 2       | 2   | Wu Peng          | Chiny             | 1:55.42 | Q     |
| 3       | 5   | Nikołaj Skworcow | Rosja             | 1:56.02 | Q     |
| 4       | 3   | Leonardo de Deus | Brazylia          | 1:56.06 | Q     |
| 5       | 6   | Yuki Kobori      | Japonia           | 1:56.15 |       |
| 6       | 1   | Joseph Schooling | Singapur          | 1:56.27 |       |
| 7       | 7   | Grant Irvine     | Australia         | 1:56.95 |       |
| 8       | 8   | Roberto Pavoni   | Wielka Brytania   | 1:57.60 |       |

#### Półfinał 2
| Miejsce | Tor | Zawodnik            | Państwo           | Czas    | Uwagi |
| ------- | --- | ------------------- | ----------------- | ------- | ----- |
| 1       | 6   | Paweł Korzeniowski  | Polska            | 1:55.67 | Q     |
| 2       | 3   | Chen Yin            | Chiny             | 1:55.97 | Q     |
| 2       | 4   | Tyler Clary         | Stany Zjednoczone | 1:55.97 | Q     |
| 4       | 5   | Tom Luchsinger      | Stany Zjednoczone | 1:56.10 | Q     |
| 5       | 7   | Takeshi Matsuda     | Japonia           | 1:56.42 |       |
| 6       | 2   | Bence Biczó         | Węgry             | 1:56.48 |       |
| 7       | 8   | Velimir Stjepanović | Serbia            | 1:56.60 |       |
| 8       | 1   | Jordan Coelho       | Francja           | 1:57.12 |       |

### Finał
| Miejsce | Tor | Zawodnik           | Państwo           | Czas    | Uwagi |
| ------- | --- | ------------------ | ----------------- | ------- | ----- |
| 1 !     | 4   | Chad le Clos       | Południowa Afryka | 1:54.32 |       |
| 2 !     | 3   | Paweł Korzeniowski | Polska            | 1:55.01 |       |
| 3 !     | 5   | Wu Peng            | Chiny             | 1:55.09 |       |
| 4       | 6   | Chen Yin           | Chiny             | 1:55.47 |       |
| 5       | 8   | Tom Luchsinger     | Stany Zjednoczone | 1:55.70 |       |
| 6       | 7   | Nikołaj Skworcow   | Rosja             | 1:56.02 |       |
| 7       | 2   | Tyler Clary        | Stany Zjednoczone | 1:56.34 |       |
| 8       | 1   | Leonardo de Deus   | Brazylia          | 1:56.44 |       |